# Dialeurodes hongkongensis
Dialeurodes hongkongensis là một loài côn trùng cánh nửa trong họ Aleyrodidae, phân họ Aleyrodinae.
Dialeurodes hongkongensis được Takahashi miêu tả khoa học đầu tiên năm 1941.